# Launaea arborescens
Launaea arborescens é uma espécie de planta com flor pertencente à família Asteraceae. 
A autoridade científica da espécie é (Batt.) Murb., tendo sido publicada em Lunds Arsskrift, n.s. 19: 65. 192.

## Portugal
Trata-se de uma espécie presente no território português, nomeadamente no Arquipélago da Madeira.
Em termos de naturalidade é nativa da região atrás indicada.

## Protecção
Não se encontra protegida por legislação portuguesa ou da Comunidade Europeia.